# Enciclopedia Cattolica
«Католи́цька енциклопе́дія» (італ. Enciclopedia Cattolica) — 12-томна католицька енциклопедія італійською мовою. Видана у 1948—1954 роках у Ватикані, за редакції Джузеппе Піццардо і Піо Паскіні. Присвячена різним темам життя, історії, культури Католицької церкви. Частина статей доступна в інтернеті.

## Томи
- I. A- Am, 1948, XXXI pp., 2016 colonne, 136 pp.
- II. Am-Bra, 1949, XXIV pp., 2016 col., 118 pp.
- III. Bra-Col, 1949, XXVII pp., 2016 col., 128 pp.
- IV. Col-Dya, 1950, XXVII pp., 2016 col., 128 pp.
- V. Ea-Gen, 1950, XXVII pp., 2016 col., 128 pp.
- VI. Geni-Inna, 1951, XXVII pp., 2016 col., 124 pp.
- VII. Inno-Mapp, 1951, XXVII pp., 2016 col., 128 pp.
- VIII. Mara-Nz, 1952, XXVII pp., 2048 col., 128 pp.
- IX. Oa-Pre, 1952, XXVII pp., 2000 col., 136 pp.
- X. Pri-Sbi, 1953, XXVII pp., 2000 col., 132 pp.
- XI. Sca-Ter, 1953, XXVII pp., 2048 col., 144 pp.
- XII. Tes-Zy e Indice, 1954, XXVI pp., 2134 col., 160 pp.